# Rhomboda blackii
Rhomboda blackii är en orkidéart som först beskrevs av Oakes Ames, och fick sitt nu gällande namn av Paul Ormerod. Rhomboda blackii ingår i släktet Rhomboda och familjen orkidéer. Inga underarter finns listade i Catalogue of Life.